# Kontextusfüggő tanulás
Kontextusfüggőségi hatásnak nevezik a pszichológiában azt a jelenséget, hogy a felidézés mértéke nagyobb, ha ugyanolyan kontextusban történik, mint a kódolás (azaz könnyebben hívjuk elő az emlékeinket ahhoz hasonló környezetben, ahol azt tanultuk/tapasztaltuk). A kontextusfüggőség sokkal inkább jellemző az epizodikus emlékezetre, mint a szemantikus emlékezetre.
A kontextus lehet független és interaktív – amennyiben interaktív, az inger jelentése is megváltozik a kontextus hatására. Vannak, akik a hangulatfüggőségi hatást is a kontextuális hatásokhoz sorolják, aktuális hangulatunkat, állapotunkat belső kontextusként értelmezve.

## Búvárok víz alatt és szárazföldön – Godden és Baddeley (1975) klasszikus kísérlete
Mélytengeri búvárok emlékezeti kapacitását vizsgálták tengerparton és 4-5 méter mélyen a víz alatt: szavakat kellett tanulniuk, majd később vagy a parton, vagy a víz alatt kellett ezeket felidézniük. A parton és vízben egyforma mértékű volt a tanulás, ám a személyek 40%-kal kevesebb szót tudtak felidézni, ha a felidézés a kódolástól eltérő környezetben történt, mint amikor ugyanolyanban. Későbbi vizsgálatukban (1980) azt mutatták ki, hogy a hívóingeres felidézést sokkal kisebb mértékben, a felismerést pedig egyáltalán nem befolyásolja a kontextus megváltozása (víz/szárazföld).

## Néhány újabb eredmény
- A felidézési teljesítményre pozitívan hat, ha előhíváskor elképzeljük a tanulási környezetet, még ha közben eltérő fizikai környezetben is tartózkodunk.
- Feltehető, hogy a hipnózis pozitív hatása a felidézésre abból adódik, hogy a hipnotizőr ki tudja váltani a kérdéses esemény elképzelését a felidézés előtt.
- Különösen stresszkeltő, erős érzelmi reakciókat kiváltó helyzetekben a környezet általában nem kódolódik, nem kapcsolódik az újonnan elsajátított információkhoz, így a későbbiekben ez a környezet nem válik hatékony hívóingerré.
- Az introspektív gondolatok (visszaemlékezés, fogalomalkotás stb.) erőforrásai ugyanazok, mint amit egyébként az adott környezet reprezentálásához használunk, ezért ilyen jellegű feladatok végzését követően nem tapasztalunk kontextusfüggőségi hatást.
- A környezetfüggőségi hatás megjelenése és mértéke nem függ az életkortól.
- Felismerési helyzetekben is előfordul kontextuális hatás (pl. személyazonossági kérdésekben, szemtanúvallomások esetében).